# Wilhelm Ruhl

Wilhelm Ruhl als Student im Wintersemester 1871/72

Wilhelm Ruhl (* 23. Oktober 1848 in Kassel; † 3. Januar 1926 in Berlin) war ein deutscher Ingenieur und Erfinder der Ruhl’schen Kohlenstaubfeuerung.

## Leben
Wilhelm Ruhl studierte an der Berliner Gewerbeakademie Ingenieurwesen und schloss sich zu Beginn des Wintersemesters 1868/1869 dem Verein der Sachsen an, dem späteren Corps Saxonia-Berlin. Nach dem Studium war er als Ingenieur und später als Oberingenieur tätig. Er entwickelte unter anderem ein Verfahren zur Kohlenstaubfeuerung, das nach seiner Person als Ruhl’sche Kohlenstaubfeuerung in die Fachliteratur einging. Für diese Erfindung wurde ihm das Patent D.R.P. Nr. 85511 erteilt.
Ruhl testete sein neues Verfahren zunächst in einer Versuchsanlage bei dem Unternehmen Bretschneider & Krügner, bevor es zur ersten erfolgreichen großtechnischen Anwendung unter Bauleitung der Maschinenbauanstalt A. Borsig im Berliner Opernhaus kam.
Sein Verfahren wurde nicht nur in Fachaufsätzen gewürdigt, sondern auch in zeitgenössischen Ausgaben allgemeiner Lexika wie Brockhaus’ Konversations-Lexikon oder Meyers Großes Konversations-Lexikon erwähnt.

## Wesentliche Merkmale der Ruhl’schen Kohlenstaubfeuerung
Die Ruhl’sche Kohlenstaubfeuerung ist gekennzeichnet durch die Auflockerung des Kohlenstaubs mittels Schneckenförderer, Regelung der Kohlenstaubmenge über Schieber, Förderung des Kohlenstaubs zusammen mit der Verbrennungsluft in den Verbrennungsraum durch den Naturzug des Kamins, also ohne zusätzliche Antriebsleistung, und Regelung der Verbrennungsluftmenge durch Heben oder Senken der Decke des Luftschachts über einen Hebelmechanismus.
Über die generellen Vorteile einer Kohlenstaubfeuerung gegenüber konventionellen Kohlefeuerungen hinaus, speziell der Rauchlosigkeit, konnten die spezifischen Betriebskosten der Heizung des Berliner Opernhauses um mehr als 22 % gesenkt werden.